# کیهان خانجانی
کیهان خانجانی (۲ خرداد ۱۳۵۲، رشت) داستان‌نویس و مدرس داستان اهل ایران است.

## زندگی
کیهان خانجانی، متولد ۲ خرداد ۱۳۵۲ در رشت است. دوران دبیرستان به ادبیات علاقمند شد و دیدارش با نصرت رحمانی (شاعر معاصر که در رشت می‌زیست) این علاقه را تشدید کرد. نخستین داستانش (رخش) سال ۱۳۷۱ در نشریات چاپ شد. نیمه دهه ۷۰ پس از آشنایی با احمد گلشیری، در دانشگاه دهاقان (اصفهان) کارگاه داستان برگزار کرد و هنوز در گیلان و تهران و استان‌های مختلف به این کار مشغول است. ماحصل این جلسات ۲۵ جلد مجموعه داستان و رمان بوده که تحت عنوان «کانون داستان چهارشنبه رشت» منتشر می‌شود. وی سردبیر نشریه «ویژهٔ ادبیات خزر» نیز بود که پس از ۱۵ شماره بالاجبار تعطیل شد.

## کتاب‌ها
- سپیدرود زیر سی و سه پل، مجموعه داستان، ۱۳۸۳، چاپ پنجم ۱۳۹۴[۳][۴][۵][۶][۷]
- کاتبان روایت چندم (گردآوری و تدوین ۱۰ مقاله دربارهٔ ساختار روایت در قصه‌های قرآنی از احمد بیگدلی، ابوالفضل حری، محمد حسینی، ابوتراب خسروی و...) ۱۳۹۱
- کتابتِ روایت / درس گفتارهای داستان (گردآوری و تدوین ۱۵ مقاله درباره بینامتنیت و داستان از: امیر احمدی آریان، کورش اسدی، منیرالدین بیروتی، محمد تقوی، محمود حسینی زاد، عنایت سمیعی، محمد شریفی، مهدی غبرایی، شمس لنگرودی و ...) نشر آگه ۱۳۹۵
- بند محکومین، رمان، نشر چشمه ۱۳۹۶ (چاپ دهم)
- یحیای زاینده‌رود، مجموعه داستان، انتشارات پیدایش ۱۳۹۷ (چاپ سوم)
- آنک آخرالزمان (داستانهای مرگینگی، بینام تنهای آپوکالیپسی)، ترجمه شبنم بزرگی، نقد کیهان خانجانی، نشر پیدایش ۱۳۹۸
- عشقنامه ایرانی، مجموعه داستان، نشر چشمه ۱۳۹۸

## جوایز ادبی
- نامزد بهترین مجموعه داستان سال در پنجمین دوره جایزه بنیاد گلشیری برای کتاب سپیدرود زیر سی و سه پل
- تقدیر شده بهترین مجموعه داستان سال در ششمین دوره جایزه ادبی مهرگان برای کتاب سپیدرود زیر سی و سه پل
- بهترین رمان سال ۱۳۹۶ به انتخاب جایزه احمد محمود (برای رمان بند محکومین)

- بهترین رمان سال ۱۳۹۶ هفتمین جشنواره مجله تجربه (برای رمان بند محکومین)
- تقدیر شده در سومین دوسالانه جایزه ادبی بوشهر (برای رمان بند محکومین)
- رتبه اول جایزه داستان مازندران در سال ۱۳۹۸ (برای مجموعه داستان یحیای زاینده رود)[۸]